# Bahnstrecke Karis–Hanko
| Bahnhof Dragsvik |                                                                                                 |                                                          |                                                          |
| Streckennummer: | 142                                                                                             |                                                          |                                                          |
| Kursbuchstrecke: | 4 (1990)                                                                                        |                                                          |                                                          |
| Streckenlänge: | 49,3 km                                                                                         |                                                          |                                                          |
| Spurweite: | 1524 mm (Russische Spur)                                                                        |                                                          |                                                          |
| Streckenklasse: | Karis–Hanko-Pohjoinen: E4 Hanko-Pohjoinen–Hanko asema: D4                                       |                                                          |                                                          |
| Maximale Neigung: | 10,5 ‰                                                                                          |                                                          |                                                          |
| Streckengeschwindigkeit: | Karis–km 205,7: 120 km/h km 205,7–Hanko-Pohjoinen: 60 km/h Hanko-Pohjoinen–Hanko asema: 35 km/h |                                                          |                                                          |
| Zugbeeinflussung: | ATP                                                                                             |                                                          |                                                          |
| |                                                                                                 |                                                          |                                                          |
| \| \| 208,230 \| Zollhafen \| Zollhafen \| \| \| \| Anschluss Länsisatama / Västra hamnen \| \| \| \| 207,119 \| Hanko (schwed. Hangö) \| Hanko (schwed. Hangö) \| \| \| 206,350 \| Hanko tavara \| Hanko tavara \| \| \| 205,935 \| Hanko-Pohjoinen (schwed. Hangö Norra) \| Hanko-Pohjoinen (schwed. Hangö Norra) \| \| \| \| \| \| \| \| \| \| \| \| \| \| Militärbahnhof Nord \| \| \| \| \| Militärbahnhof Süd \| \| \| \| \| Gleisanschluss Kone \| \| \| \| \| Dynamiittivaihde (schwed. Dynamidspåret) Forcit Oy \| \| \| \| 199,185 \| Hanko Dynamiittivaihde (seit 1914, bis 1977 Pers,.-Halt) \| Hanko Dynamiittivaihde (seit 1914, bis 1977 Pers,.-Halt) \| \| \| 196,908 \| Santala (schwed. Sandö) \| Santala (schwed. Sandö) \| \| \| \| Tvärminne \| \| \| \| \| Sandgrube / Streckenlücke \| \| \| \| \| Ziegelei / Streckenlücke \| \| \| \| \| Kai / Streckenlücke \| \| \| \| 193,842 \| Krogars (1. Juni 1949–26. Aug. 1996) \| Krogars (1. Juni 1949–26. Aug. 1996) \| \| \| \| \| \| \| \| \| Anschluss Koverhar \| \| \| \| 189,639 \| Lappohja (schwed. Lappvik) \| Lappohja (schwed. Lappvik) \| \| \| \| Industriegleis SSAB \| \| \| \| 184,680 \| Skogby \| Skogby \| \| \| 180,151 \| Leksvall (fi. Kisa; 1. April 1934–27. Mai 1989) \| Leksvall (fi. Kisa; 1. April 1934–27. Mai 1989) \| \| \| 176,816 \| Trollböle (1. Feb. 1948–29. Mai 1988) \| Trollböle (1. Feb. 1948–29. Mai 1988) \| \| \| \| Pojoviken / Pohjanpitäjänlahti \| \| \| \| 175,051 \| Pojoviken / Pohjanpitäjänlahti \| Pojoviken / Pohjanpitäjänlahti \| \| \| \| Hafenanschluss \| \| \| \| 174,056 \| Ekenäs (fi. Tammisaari; bis 1997 Bhf.) \| Ekenäs (fi. Tammisaari; bis 1997 Bhf.) \| \| \| 171,009 \| Dragsvik \| Dragsvik \| \| \| 166,937 \| Raseborg (fi. Raasepori; 27. Okt. 1903–2. Juni 1985) \| Raseborg (fi. Raasepori; 27. Okt. 1903–2. Juni 1985) \| \| \| 162,063 \| Svedja (fi. Kaskimaa; 22. Mai 1932–31. Mai 1970) \| Svedja (fi. Kaskimaa; 22. Mai 1932–31. Mai 1970) \| \| \| \| von Turku \| \| \| \| 157,817 \| Karis (fi. Karjaa) \| Karis (fi. Karjaa) \| \| \| \| nach Hyvinkäa \| \| \| \| \| nach Helsinki \| \| \| \| \| \| \| \| Quellen: [3] \| \| \| \| |                                                                                                 |                                                          |                                                          |
| | 208,230                                                                                         | Zollhafen                                                | Zollhafen                                                |
| Abzweig geradeaus und von rechts |                                                                                                 | Anschluss Länsisatama / Västra hamnen                    | Anschluss Länsisatama / Västra hamnen                    |
| Bahnhof | 207,119                                                                                         | Hanko (schwed. Hangö)                                    | Hanko (schwed. Hangö)                                    |
| Dienststation / Betriebs- oder Güterbahnhof | 206,350                                                                                         | Hanko tavara                                             | Hanko tavara                                             |
| Haltepunkt / Haltestelle | 205,935                                                                                         | Hanko-Pohjoinen (schwed. Hangö Norra)                    | Hanko-Pohjoinen (schwed. Hangö Norra)                    |
| Strecke von links (außer Betrieb) · Abzweig geradeaus und ehemals nach rechts |                                                                                                 |                                                          |                                                          |
| Strecke (außer Betrieb) · Abzweig geradeaus und ehemals nach links · Strecke von rechts (außer Betrieb) |                                                                                                 |                                                          |                                                          |
| Strecke (außer Betrieb) · Strecke · Dienststation / Betriebs- oder Güterbahnhof (Strecke außer Betrieb) |                                                                                                 | Militärbahnhof Nord                                      | Militärbahnhof Nord                                      |
| Dienststation / Betriebs- oder Güterbahnhof (Strecke außer Betrieb) · Abzweig geradeaus und ehemals von links · Strecke nach rechts (außer Betrieb) |                                                                                                 | Militärbahnhof Süd                                       | Militärbahnhof Süd                                       |
| Strecke (außer Betrieb) · Abzweig geradeaus und ehemals von links |                                                                                                 | Gleisanschluss Kone                                      | Gleisanschluss Kone                                      |
| Strecke (außer Betrieb) · Abzweig geradeaus und von links |                                                                                                 | Dynamiittivaihde (schwed. Dynamidspåret) Forcit Oy       | Dynamiittivaihde (schwed. Dynamidspåret) Forcit Oy       |
| Strecke (außer Betrieb) · Dienststation / Betriebs- oder Güterbahnhof | 199,185                                                                                         | Hanko Dynamiittivaihde (seit 1914, bis 1977 Pers,.-Halt) | Hanko Dynamiittivaihde (seit 1914, bis 1977 Pers,.-Halt) |
| Strecke (außer Betrieb) · Haltepunkt / Haltestelle | 196,908                                                                                         | Santala (schwed. Sandö)                                  | Santala (schwed. Sandö)                                  |
| Dienststation / Betriebs- oder Güterbahnhof (Strecke außer Betrieb) · Strecke |                                                                                                 | Tvärminne                                                | Tvärminne                                                |
| Betriebsstelle Streckenanfang (Strecke außer Betrieb) · Strecke |                                                                                                 | Sandgrube / Streckenlücke                                | Sandgrube / Streckenlücke                                |
| Blockstelle (Strecke außer Betrieb) · Strecke |                                                                                                 | Ziegelei / Streckenlücke                                 | Ziegelei / Streckenlücke                                 |
| Betriebsstelle Streckenende (Strecke außer Betrieb) · Strecke |                                                                                                 | Kai / Streckenlücke                                      | Kai / Streckenlücke                                      |
| Strecke (außer Betrieb) · ehemaliger Haltepunkt / Haltestelle | 193,842                                                                                         | Krogars (1. Juni 1949–26. Aug. 1996)                     | Krogars (1. Juni 1949–26. Aug. 1996)                     |
| Strecke nach links (außer Betrieb) · Abzweig geradeaus, ehemals nach rechts und ehemals von rechts |                                                                                                 |                                                          |                                                          |
| Abzweig geradeaus und von rechts |                                                                                                 | Anschluss Koverhar                                       | Anschluss Koverhar                                       |
| Bahnhof | 189,639                                                                                         | Lappohja (schwed. Lappvik)                               | Lappohja (schwed. Lappvik)                               |
| Abzweig geradeaus und nach rechts |                                                                                                 | Industriegleis SSAB                                      | Industriegleis SSAB                                      |
| Haltepunkt / Haltestelle | 184,680                                                                                         | Skogby                                                   | Skogby                                                   |
| ehemaliger Haltepunkt / Haltestelle | 180,151                                                                                         | Leksvall (fi. Kisa; 1. April 1934–27. Mai 1989)          | Leksvall (fi. Kisa; 1. April 1934–27. Mai 1989)          |
| ehemaliger Haltepunkt / Haltestelle | 176,816                                                                                         | Trollböle (1. Feb. 1948–29. Mai 1988)                    | Trollböle (1. Feb. 1948–29. Mai 1988)                    |
| Brücke über Wasserlauf |                                                                                                 | Pojoviken / Pohjanpitäjänlahti                           | Pojoviken / Pohjanpitäjänlahti                           |
| | 175,051                                                                                         | Pojoviken / Pohjanpitäjänlahti                           | Pojoviken / Pohjanpitäjänlahti                           |
| Abzweig geradeaus und ehemals von rechts |                                                                                                 | Hafenanschluss                                           | Hafenanschluss                                           |
| Haltepunkt / Haltestelle | 174,056                                                                                         | Ekenäs (fi. Tammisaari; bis 1997 Bhf.)                   | Ekenäs (fi. Tammisaari; bis 1997 Bhf.)                   |
| Bahnhof | 171,009                                                                                         | Dragsvik                                                 | Dragsvik                                                 |
| ehemaliger Haltepunkt / Haltestelle | 166,937                                                                                         | Raseborg (fi. Raasepori; 27. Okt. 1903–2. Juni 1985)     | Raseborg (fi. Raasepori; 27. Okt. 1903–2. Juni 1985)     |
| ehemaliger Haltepunkt / Haltestelle | 162,063                                                                                         | Svedja (fi. Kaskimaa; 22. Mai 1932–31. Mai 1970)         | Svedja (fi. Kaskimaa; 22. Mai 1932–31. Mai 1970)         |
| Abzweig geradeaus und von links |                                                                                                 | von Turku                                                | von Turku                                                |
| Bahnhof | 157,817                                                                                         | Karis (fi. Karjaa)                                       | Karis (fi. Karjaa)                                       |
| Abzweig geradeaus und nach links |                                                                                                 | nach Hyvinkäa                                            | nach Hyvinkäa                                            |
| Strecke |                                                                                                 | nach Helsinki                                            | nach Helsinki                                            |
| |                                                                                                 |                                                          |                                                          |
| Quellen: |                                                                                                 |                                                          |                                                          |

Die Bahnstrecke Karis–Hanko (finnisch Hangon rata; schwedisch Hangöbanan) ist eine Bahnstrecke in Finnland. Sie führt von Karis (finnisch Karjaa) nach Hanko (schwedisch Hangö). Die Spurweite der Strecke entspricht der ursprünglichen russischen Breitspur von 1524 mm, eine Länge von 49,3 km, ist einspurig ausgebaut und wird 2023 elektrifiziert. Eigentümer der Strecke ist der finnische Staat. Betrieben wird die Strecke vom staatlichen Bahnunternehmen VR-Yhtymä.
Die Wiederaufnahme des Betriebs nach der Elektrifizierung ist für 2024 geplant.:35

## Geschichte
Der Betrieb auf der Strecke wurde am 8. Oktober 1873 als Teil der Strecke Hanko–Hyvinkää aufgenommen. Die Übernahme durch den Staat erfolgte am 1. Mai 1875.
Werktags verkehren sechs, an Samstagen und Sonntagen sieben Zugpaare durchgehend zwischen Karis und Hanko mit Halt an allen Stationen. Des Weiteren gibt es an Werktagen drei Busverbindungen (Stand Oktober 2018). Es verkehren zudem Güterzüge.
Auf der Strecke gab es 2009 25 Bahnübergänge, von denen 10 mit Sicherungseinrichtungen versehen waren. Die übrigen 15 Bahnübergänge waren ungesichert. 2012 waren es nur noch 24 Übergänge, davon 9 gesichert. 2019 gab es 20 Bahnübergänge, 8 besaßen Sicherungseinrichtungen und 11 waren ungesichert.
2008 wurden 2,9 Millionen Tonnen Güter auf der Strecke transportiert. Zwischen Karis und Streckenkilometer 205,7 sind für den Personen- sowie Güterverkehr 120 km/h zulässig. Zwischen Streckenkilometer 205,7 und Hanko-Pohjoinen sind 60 km/h erlaubt und zwischen Hanko-Pohjoinen und Hanko 35 km/h.
Für die beiden Brücken bei Ekenäs gilt eine Geschwindigkeitsbeschränkung von 50 km/h.:135

## Hafenbahn Ekenäs
In den Jahren 1911–1912 wurde vom Bahnhof Ekenäs eine Hafenbahn zum Nordhafen (Norra hamnen) gebaut. Das Gleis wurde 1996 und der Bahnhof Ekenäs drei Jahre später abgerissen. In Ekenäs gibt es heute nur noch ein Durchgangsgleis und keinen Güterverkehr mehr.

## Gleisanschluss SSAB
Vom Bahnhof Lappohja führt eine 2,1 km lange Strecke zum SSAB-Werk, als 1986 in der damaligen Rautaruukki-Fabrik die Produktion aufgenommen wurde. Die Zukunft des Anschlusses ist ungewiss, nachdem SSAB schon 2018 die Schließung des Werks angekündigt hatte.

## Gleisanschluss Sprengstofffabrik
Aufgrund der Gefahren wurde 1893 in Hankoniemi an einem abgelegenen Ort eine Sprengstofffabrik von Forcit Oy errichtet. 1914 wurde diese mit einer Schmalspurbahn von der Fabrik mit der Bahnstrecke Karis–Hanko verbunden, die 1937 durch eine 2,5 Kilometer lange Breitspurstrecke ersetzt wurde. Die Weiche, die die Strecke mit der Hauptstrecke verbindet, wird Dynamit-Weiche (Dynamiittivaihde) genannt und war bis 1977 Haltestelle für den Personenverkehr.

## Gleisanschluss Kone
Diese 4 km lange Strecke führte zur Aufzugfabrik Kone bei Stormossen. Der Gleisanschluss wurde 1970 eröffnet. Nach der Stilllegung am 10. September 2013 wurden die Weiche und der erste Teil des Gleises abgebaut. Der Rest blieb liegen.

## Ziegeleibahn Tvärminne

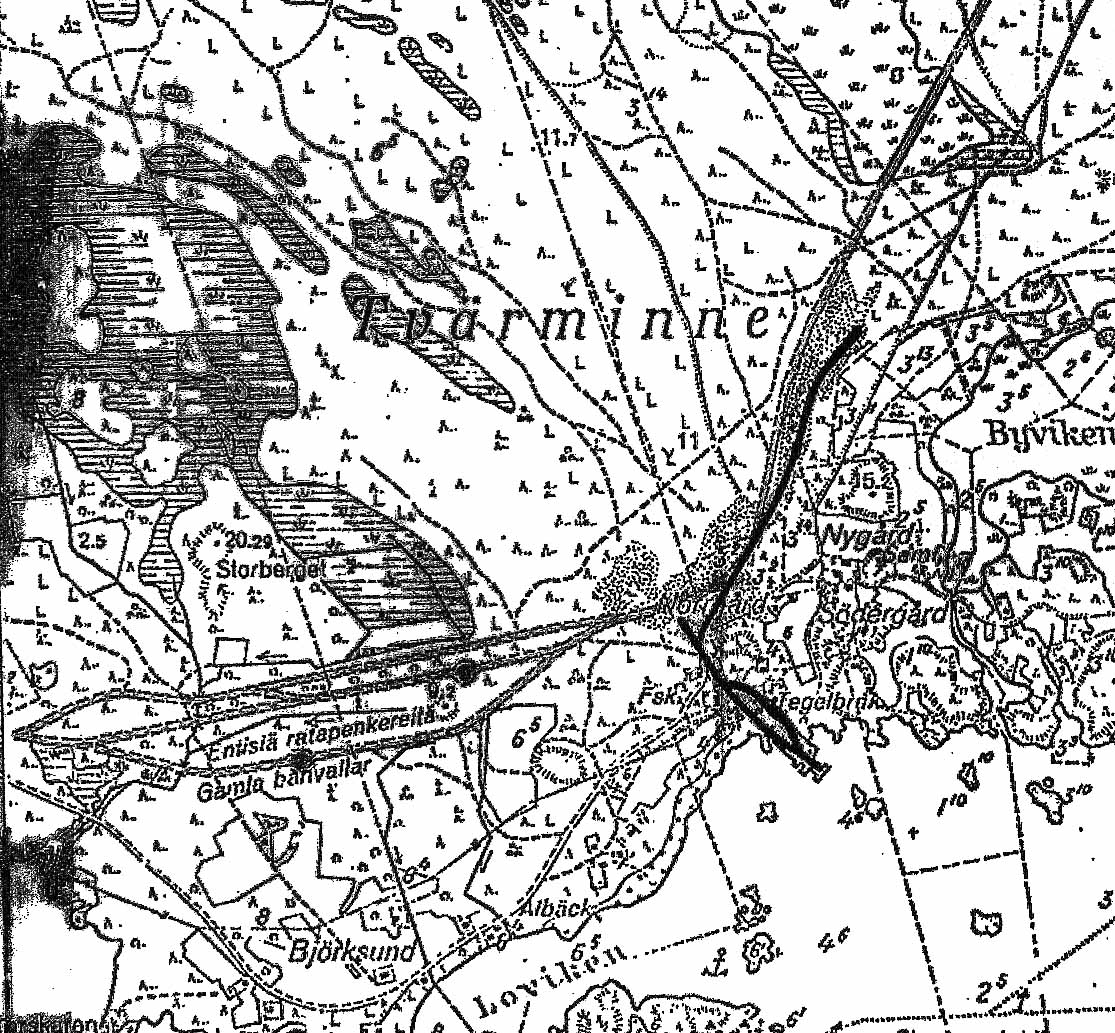
Bahnhof Tvärminne, Feldbahn Tvärminne

Die Kalksandziegelfabrik Tvärminne besaß eine Feldbahn, die von 1908 bis 1954 in Betrieb war. Sie hatte eine Spurweite von 600 mm. Die Strecke verlief von der Sandgrube zur Fabrik und weiter zum Kai.
1925 hatte die Ziegelfabrik Tvärminne 0,8 km Hauptgleise, 2,6 km Nebengleise, 130 Güterwagen und die Dampflokomotive Orenstein & Koppel 2624/1908, die in Schweden gebraucht gekauft worden war. Die Lokomotive gehörte von 1908 bis 1923 Statens Järnvägar Byggnads Centralförråd (BYCF), wurde 1923 ausgemustert, an die Ingeniörsfirma Browin in Stockholm verkauft und an Tvärminne Kalkbruk, Hangö, weitergegeben.
Die Dampflokomotive wurde vor dem Winterkrieg abgestellt. Nach dem Krieg wurde eine Elektrolokomotive eingesetzt, um jeweils zwei Wagen aus der Sandgrube zu holen.

## Militärbahnen Hanko

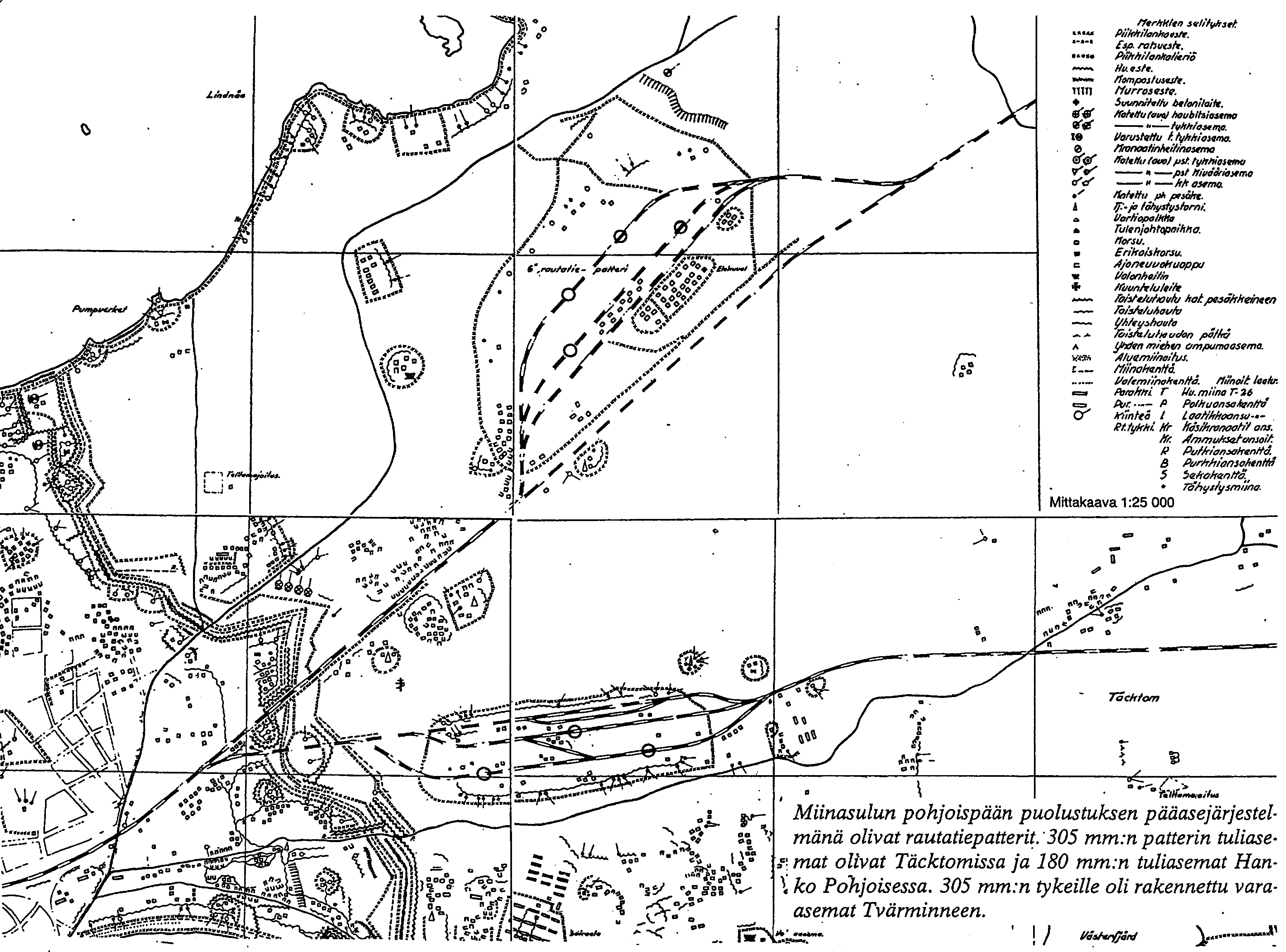
Kartenausschnitt der Militärbahnhöfe Hanko Nord und Süd

Nach der Niederlage Finnlands im Winterkrieg 1940 wurde im Zuge des Friedens von Moskau der südliche Teil der Halbinsel Hanko als Flottenstützpunkt an die Sowjetunion verpachtet.
In den Jahren 1940–1941 errichteten die sowjetischen Truppen zwei Schießstände. Einer lag auf der Nordseite der Bahnstrecke in der Nähe von Stormossen und bestand aus einem Bahnhof mit Überhol- und Abstellmöglichkeiten. Die Strecke zum Schießstand auf der Südseite der Hauptstrecke begann am Bahnhof Hanko-Pohjoinen und führte weiter nach Tvärminne. Die Strecke sollte eine Verbindung in Richtung Lappohja erhalten. Das von dort ausgehende Gleis hatte noch eine Lücke, als der Fortsetzungskrieg ausbrach, und blieb unvollendet. Die Gesamtlänge der Gleise betrug 23 Kilometer. Im Herbst 1940 wurden drei 305-mm- und vier 180-mm-Eisenbahngeschütze von den Russen nach Finnland gebracht. Auf der Südstrecke wurden die drei Eisenbahngeschütze TM-3-12 stationiert., auf der Nordstrecke die 180-mm-Geschütze TM-1-180. Die Kanonen wurden von der finnischen Armee während der Evakuierung von Hanko erbeutet. Beide Schießstände wurden nach Kriegsende 1945 demontiert und die Geschütze an die Sowjetunion zurückgegeben.

## Galerie

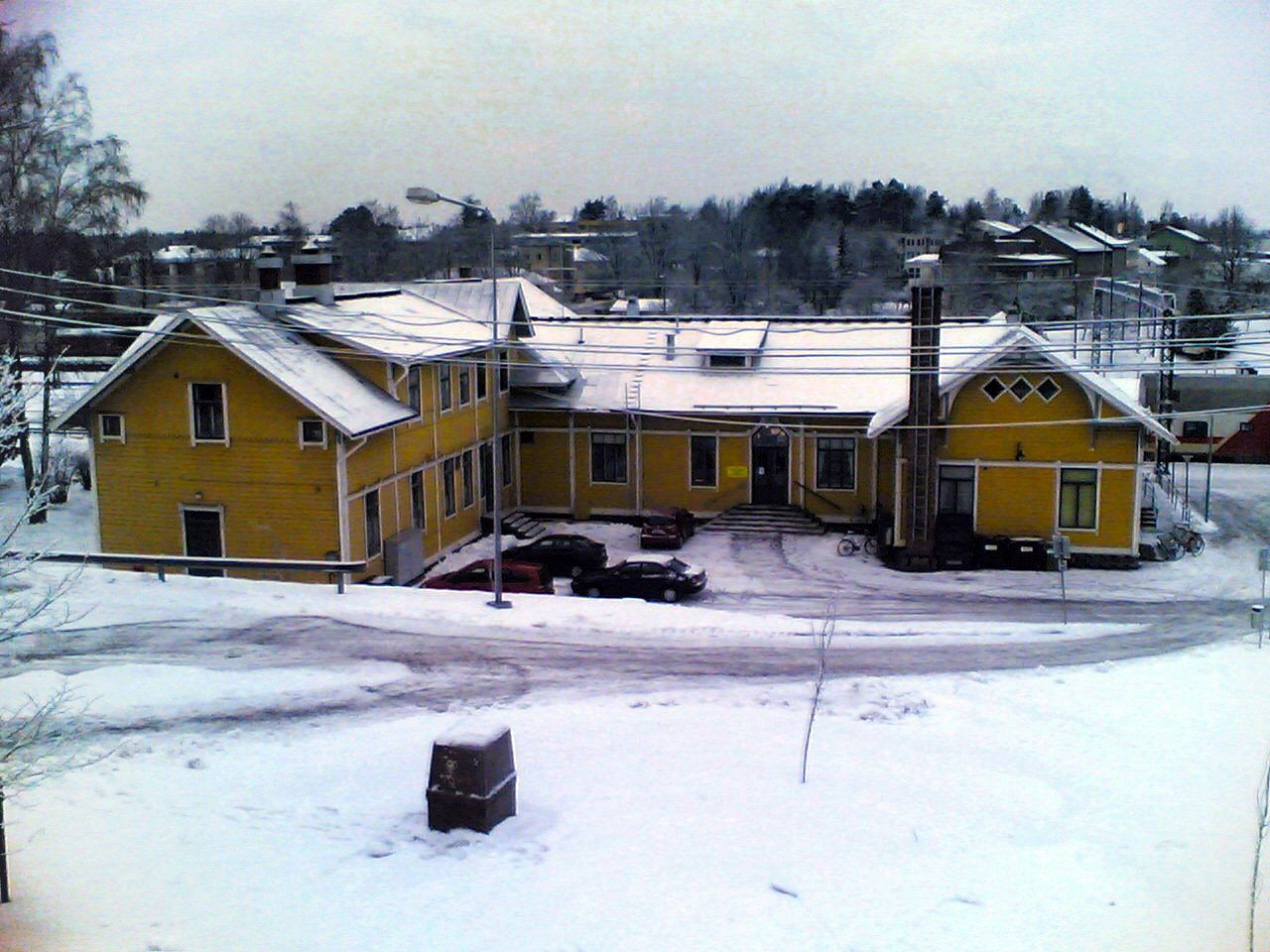
Bahnhof Karis / Karjaa
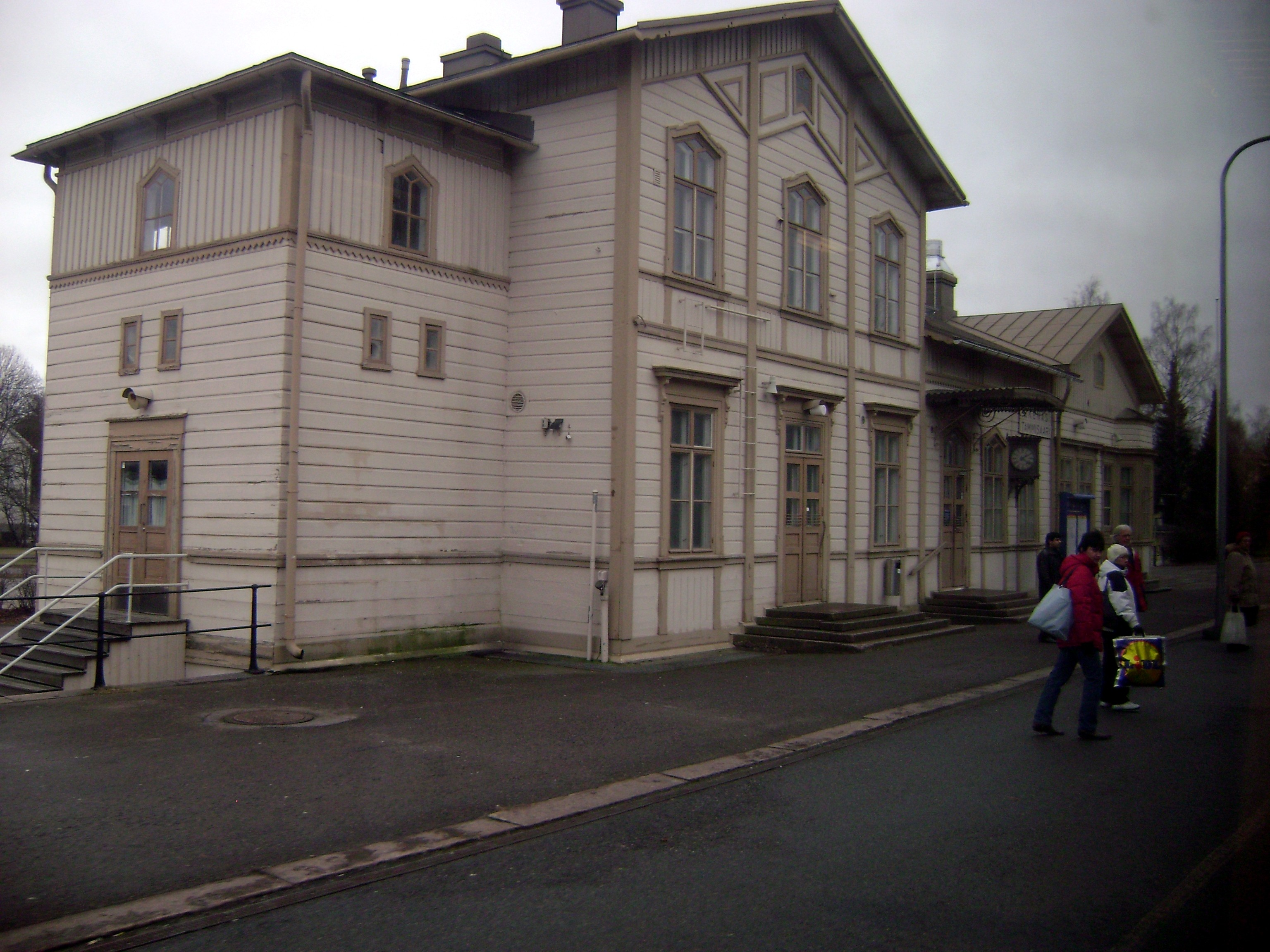
Bahnhof Ekenäs / Tammisaari
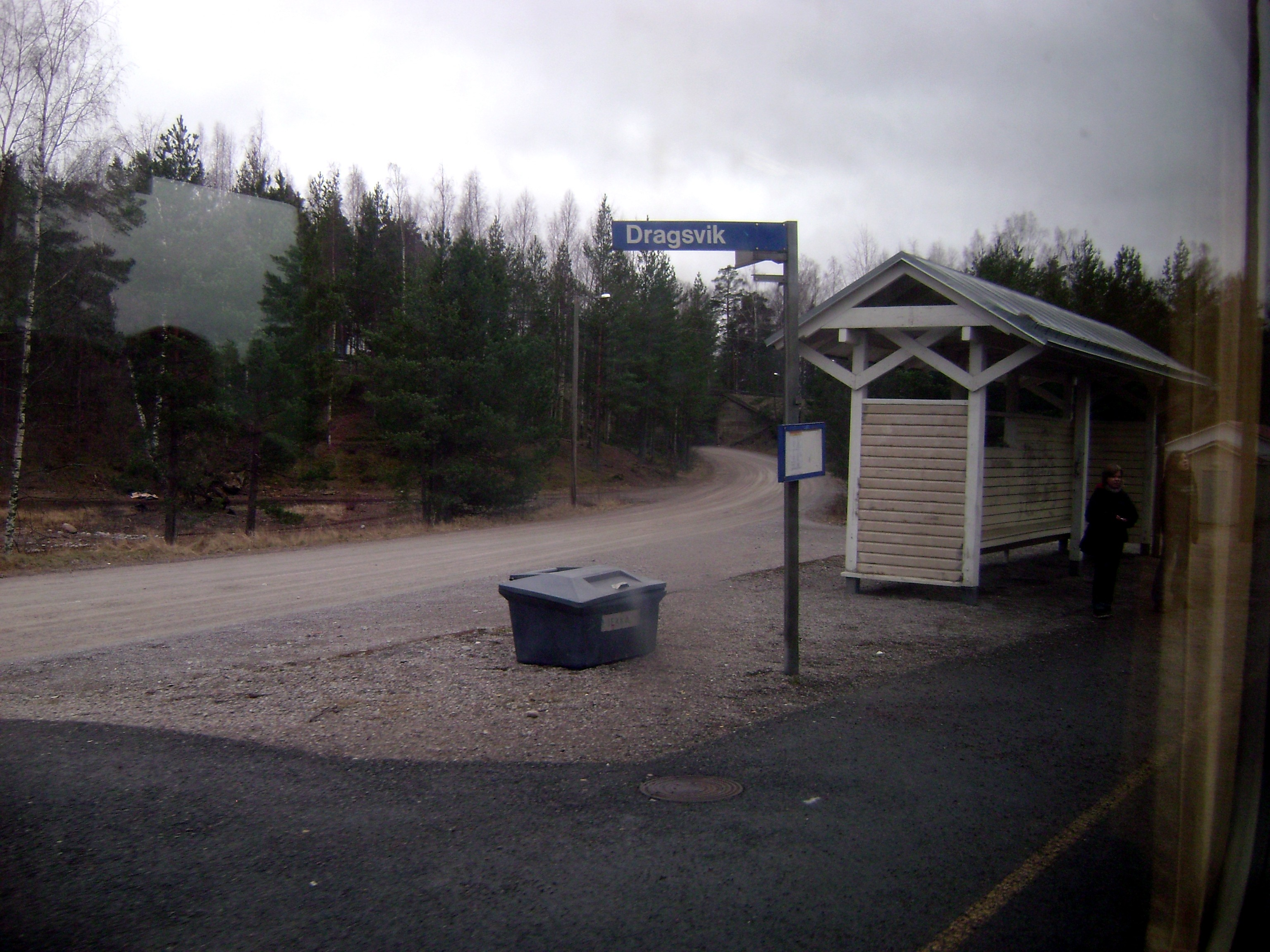
Bahnhof Dragsvik